# Araneus dianiphus
Araneus dianiphus là một loài nhện trong họ Araneidae.
Loài này thuộc chi Araneus. Araneus dianiphus được William Joseph Rainbow miêu tả năm 1916.